# リーガ・メヒカーナ・デ・ベイスボル
リーガ・メヒカーナ・デ・ベイスボル（スペイン語: Liga Mexicana de Beisbol、略称: LMB）は、メキシコ合衆国で春から秋にかけて開催されるプロ野球リーグである。日本のメディアではメキシカンリーグと表記されることもある。

## 概要
リーガ・メヒカーナ・デ・ベイスボルには、メキシコ国内の各都市を本拠地とする18チームが参加しており、4月から9月にかけてレギュラーシーズンが開催される。シーズンの最後に開催される優勝決定シリーズはセリエ・デル・レイ（Serie del Rey）と呼ばれる。
メジャーリーグベースボール（MLB）に所属する特定のMLB球団との提携関係はないが、1955年から1966年まではマイナーリーグのAA級、1967年から2020年まではAAA級のステータスが与えられていた。2021年のマイナーリーグ再編に伴いMLB機構から切り離され、現在では独立したプロ野球組織となっている。外国人枠の制限が存在し、多くの所属選手はMLBを目指してプレーしている。
MLB、NPB、KBOに次ぐレベルと言われており、平均観客動員や実力においてCPBLと同程度の評価を受けている。

## 歴史
リーガ・メヒカーナ・デ・ベイスボルは1925年に創設され、日本やキューバと同様に組織化された。
1946年、リーグ会長で富豪のホルヘ・パスケルがアメリカのメジャーリーグやニグロリーグの選手を多額の年俸で引き抜いてメジャーリーグと張り合おうとした。MLB側は移籍した選手を永久追放すると決めたが、マックス・ラニアーなど約20人がリーガ・メヒカーナ・デ・ベイスボルへ移った。しかし選手らは貧弱な設備や生活環境の違いに音をあげて早々に帰国し、結局財政難からこの目論見は挫折した。メジャー側が選手の引き抜きを恐れてマイナーのアソシエーションに組み込んだ。
しかし、この間に球団数は増え、その後1970年代までに16球団に拡張、2021年には18球団に拡張され、現在は南北の2リーグ制で実施されている。地区交流戦の試合数は現在の日本のプロ野球の交流戦の割合より少なく、シリーズは地区優勝チームが対戦する。
2006年6月、WBCが行われたサンディエゴのペトコパークにおいて、サンディエゴ・パドレスと業務提携を結んでいるティフアナ・コルツとメキシコシティ・レッドデビルズの公式戦が行われた。それ以前にもヒューストンのアストロドームで公式戦開催の前例もある。また米墨国境の都市であるヌエボ・ラレドを本拠地とするオウルズはリオ・グランデ川の対岸にあるアメリカ側の町のラレドで公式戦の3分の1を開催していた。
2019年7月より同リーグに所属する全チームで背番号「34」が永久欠番に指定された。これは1980年代にMLBで活躍したメキシコ人投手フェルナンド・バレンズエラを顕彰する為である。

## 試合方式
- 2005年から一部試合方式が変更され、ホーム・アンド・アウェー55試合ずつの110試合が各チームに割り当てられる。
- 下記の通り18チームを9チームずつ南北に分けているものの、全チームとの総当り形式となっている。
- 前・後期とも各地区ごとに順位を決定し、順位に応じてポイント（勝ち点）が与えられる。前・後期のポイント合計の上位5チームと、それ以外の最高勝率チームの計6チームがプレーオフ（決勝ラウンド）に進出する。
- プレーオフは6チームによるトーナメント（7戦4勝制）で争われる。
- 2022年より、試合時間の短縮や接戦の試合を増やすことを目的として、一部の試合について7イニング制を導入した[5]。

## 参加チーム
| チーム名（英語）                                                   | 正式名称（スペイン語）                                                | 都市                                       | スタジアム                                             | 収容     | 創設   |
| 北地区                                                             | 北地区                                                                | 北地区                                     | 北地区                                                 | 北地区   | 北地区 |
| ------------------------------------------------------------------ | --------------------------------------------------------------------- | ------------------------------------------ | ------------------------------------------------------ | -------- | ------ |
| モンクローバ・スティーラーズ Monclova Steelers                     | アセレロス・デ・モンクローバ Acereros de Monclova                     | コアウイラ州モンクローバ                   | エスタディオ・モンクローバ                             | 8,500人  | 1974   |
| ラグナ・ユニオン・コットンファーマーズ Laguna Union Cotton Farmers | アルゴドネロス・デル・ウニオン・ラグーナ Algodoneros del Unión Laguna | コアウイラ州トレオン                       | エスタディオ・レボルシオン                             | 9,500人  | 1940   |
| ハリスコ・ホースメン Jalisco Horsemen                              | チャロス・デ・ハリスコ Charros de Jalisco                             | ハリスコ州サポパン                         | エスタディオ・チャロス・デ・ハリスコ                   | 16,500人 | 1949   |
| チワワ・ゴールデンズ Chihuahua Goldens                             | ドラードス・デ・チワワ Dorados de Chihuahua                           | チワワ州チワワ                             | エスタディオ・チワワ                                   | 14,500人 | 1936   |
| ドゥランゴ・ジェネラルズ Durango Generales                         | ヘネラレス・デ・ドゥランゴ Generales de Durango                       | ドゥランゴ州ドゥランゴ                     | エスタディオ・フランシスコ・ビジャ                     | 4,983人  | 2016   |
| アグアスカリエンテス・レイルロードメン Aguascalientes Railroaders  | リエレロス・デ・アグアスカリエンテス Rieleros de Aguascalientes       | アグアスカリエンテス州アグアスカリエンテス | パルケ・デ・ベイスボル・ アルベルト・ロモ・チャベス    | 6,494人  | 1975   |
| サルティーヨ・サラペメーカーズ Saltillo Sarape Makers              | サラペロス・デ・サルティージョ Saraperos de Saltillo                  | コアウイラ州サルティーヨ                   | エスタディオ・フランシスコ・I・マデロ                  | 16,000人 | 1970   |
| モンテレイ・サルタンズ Monterrey Sultans                           | スルタネス・デ・モンテレイ Sultanes de Monterrey                      | ヌエボ・レオン州モンテレイ                 | エスタディオ・デ・ベイスボル・モンテレイ               | 22,061人 | 1939   |
| ドスラレドス・オウルズ Dos Laredos Owls                            | テコロテス・デ・ロス・ドス・ラレードス Tecolotes de los Dos Laredos   | タマウリパス州ヌエボ・ラレド               | パルケ・デ・ベイスボル・ラ・フンタ                     | 5,000人  | 1940   |
| ドスラレドス・オウルズ Dos Laredos Owls                            | テコロテス・デ・ロス・ドス・ラレードス Tecolotes de los Dos Laredos   | アメリカ合衆国テキサス州ラレド             | ユニトレード・スタジアム                               | 6,000人  | 1940   |
| ティフアナ・ブルズ Tijuana Bulls                                   | トロス・デ・ティフアナ Toros de Tijuana                               | バハ・カリフォルニア州ティフアナ           | エスタディオ・チェブロン                               | 17,000人 | 2004   |
| 南地区                                                             |                                                                       |                                            |                                                        |          |        |
| レオン・ブラボーズ Leon Bravos                                     | ブラボス・デ・レオン Bravos de León                                   | グアナフアト州レオン                       | エスタディオ・ドミンゴ・サンタナ                       | 6,500人  | 1978   |
| ケレタロ・コンスピレーターズ Querétaro Conspirators                | コンスピラドーレス・デ・ケレタロ Conspiradores de Querétaro           | ケレタロ州ウィミルパン                     | エスタディオ・コンスピラドーレス                       | 6,000人  | 2022   |
| メキシコシティ・レッドデビルズ Mexico City Red Devils              | ディアブロス・ロホス・デル・メヒコ Diablos Rojos del Mexico           | メキシコシティ                             | エスタディオ・アルフレド・ハルプ・ヘルー               | 20,576人 | 1940   |
| ベラクルス・イーグルス The Veracruz Eagle                          | エル・アギラ・デ・ベラクルス El Águila de Veracruz                    | ベラクルス州ベラクルス                     | パルケ・デポルティーボ・ウニベルシタリオ・ベト・アビラ | 7,782人  | 1903   |
| オアハカ・ウォーリアーズ Oaxaca Warriors                           | ゲレーロス・デ・オアハカ Guerreros de Oaxaca                          | オアハカ州オアハカ                         | エスタディオ・エドゥアルド・バスコンセロス             | 7,200人  | 1996   |
| ユカタン・ライオンズ Yucatan Lions                                 | レオネス・デ・ユカタン Leones de Yucatan                              | ユカタン州メリダ                           | パルケ・ククルカン・アラモ                             | 14,917人 | 1954   |
| タバスコ・オルメクス Tabasco Olmecs                                | オルメカス・デ・タバスコ Olmecas de Tabasco                           | タバスコ州ビヤエルモサ                     | パルケ・センテナリオ・ベインティシエテ・デ・フェブレロ | 8,500人  | 1975   |
| プエブラ・パロッツ Puebla Parrots                                  | ペリコス・デ・プエブラ Pericos de Puebla                              | プエブラ州プエブラ                         | エスタディオ・エルマノス・セルダン                     | 12,112人 | 1938   |
| カンペチェ・パイレーツ Campeche Pirates                            | ピラータス・デ・カンペチェ Piratas de Campeche                        | カンペチェ州カンペチェ                     | エスタディオ・ネルソン・バレーラ・ロメヨン             | 6,000人  | 1980   |
| キンタナロー・タイガース Quintana Roo Tigers                       | ティグレス・デ・キンタナ・ロー Tigres de Quintana Roo                 | キンタナ・ロー州カンクン                   | エスタディオ・ベト・アビラ                             | 9,500人  | 1955   |

| モンクローバドゥランゴチワワハリスコアグアスカリエンテスサルティーヨモンテレイドスラレドスティフアナラグナ・ユニオンレオンメキシコシティケレタロベラクルスオアハカユカタンタバスコプエブラカンペチェキンタナロー 各チームの本拠地 北地区 南地区 |

### 補足
- メキシコではチーム名が都市名とセットで固定になっていることが多い。球団が移転すると資本的な系譜と関係なく、その都市に以前あったチームのニックネームをつけることが多い。例えば、アグアスカリエンテスはリエレロス（レイルロードメン）、コルドバはカフェテロス（コーヒーグローワズ）という愛称が固定して、他の都市にあったチームがこちらの都市に移転すると前のニックネームを捨て、リエレロスやカフェテロスを名乗る。

- かつてのトレオン（コットンピッカーズ → カウボーイズ、現在はラグナ・カウボーイズに）やティフアナ（ブルス → コルツ）、プエブラ（パロッツ → エンジェルス → 現在はまたパロッツに）などのようにフランチャイズはそのままでニックネームだけを変える例がある一方で、タイガースのように本拠地を移転（メキシコシティ → プエブラ → カンクン）しても愛称はそのままといったケースもある。

## チーム別優勝回数
| チーム           | 優勝 | 準優勝 | 優勝年                                                                                               | 準優勝年                                                                                             |
| ---------------- | ---- | ------ | --- | --- |
| レッドデビルズ   | 17   | 17     | 1956, 1964, 1968, 1973, 1974, 1976, 1981, 1985, 1987, 1988, 1994, 1999, 2002, 2003, 2008, 2014, 2024 | 1940, 1941, 1946, 1947, 1957, 1958, 1963, 1966, 1970, 1977, 1991, 1995, 1996, 1997, 2000, 2001, 2011 |
| タイガース       | 12   | 6      | 1955, 1960, 1965, 1966, 1992, 1997, 2000, 2001, 2005, 2011, 2013, 2015                               | 1956, 1982, 1999, 2002, 2003, 2009                                                                   |
| サルタンズ       | 10   | 12     | 1943, 1947, 1948, 1949, 1962, 1991, 1995, 1996, 2007, 2018（2nd）                                    | 1942, 1944, 1953, 1969, 1986, 1994, 2006, 2008, 2013, 2018（1st）, 2022, 2024                        |
| レッドイーグルス | 6    | 4      | 1937, 1938, 1952, 1961, 1970, 2012                                                                   | 1939, 1960, 1962, 1968                                                                               |
| パロッツ         | 5    | 7      | 1963, 1979, 1986, 2016, 2023                                                                         | 1948, 1961, 1964, 1965, 2010, 2014, 2017                                                             |
| ライオンズ       | 5    | 5      | 1957, 1984, 2006, 2018（1st）, 2022                                                                  | 1954, 1989, 2007, 2019, 2021                                                                         |
| サラペメーカーズ | 3    | 6      | 1980, 2009, 2010                                                                                     | 1971, 1972, 1973, 1988, 2004, 2005                                                                   |
| パイレーツ       | 2    | 0      | 1983, 2004                                                                                           | |
| ブルズ           | 2    | 1      | 2017, 2021                                                                                           | 2016                                                                                                 |
| ブロンコス       | 1    | 2      | 1969                                                                                                 | 1967, 1981                                                                                           |
| スティーラーズ   | 1    | 2      | 2019                                                                                                 | 1998, 2015                                                                                           |
| レイルローダーズ | 1    | 1      | 1978                                                                                                 | 2012                                                                                                 |
| ウォーリアーズ   | 1    | 1      | 1998                                                                                                 | 2018（2nd）                                                                                          |
| オルメクス       | 1    | 0      | 1993                                                                                                 | |